# 베냉의 역사
베냉의 역사는 16세기 이후 1960년 당시 다호메이 공화국으로 불렸던 베냉에 포함되었다.

## 프랑스령 다호메이
다호메이는 1904년부터 1959년까지 프랑스령 서아프리카의 식민지였다. 프랑스 통치하에 코토누에 항구가 건설되었고 철도가 건설되었다. 학교 시설은 로마 가톨릭 선교에 의해 확장되었다. 1946년, 다호메이는 프랑스 의회와 함께 해외 영토가 되었다. 1958년 12월 4일에 다호메이 공화국이 되었다.

## 식민지 이전 베냉
1960년과 1972년 사이에, 일련의 군사 쿠데타는 정부의 많은 변화를 가져왔다. 이 중 마지막은 마티외 케레쿠 소령을 엄격한 마르크스-레닌주의 원칙을 공언하는 정권의 수장으로 집권시켰다. 1975년에 다호메이 공화국은 베냉으로 이름을 바꾸었다. 베냉 인민혁명당(PRPB)은 1990년대 초까지 완전한 권력을 유지했다. 프랑스와 다른 민주 세력들의 격려를 받은 케레쿠는 새로운 민주 헌법을 도입하고 대통령 선거와 입법 선거를 개최하는 전국 회의를 소집했다. 대통령 선거에서 케레쿠의 주요 상대이자 최후의 승자는 니세포르 소글로로 총리였다. 소글로 지지자들도 국회에서 과반수를 확보했다. 베냉은 독재정권에서 다원적 정치체제로의 전환에 성공한 최초의 아프리카 국가가 되었다.
1995년 3월 치러진 제2차 총선에서 소글로 총리가 이끄는 르네상스당은 단일 정당으로는 최대 규모였으나 전체적으로는 과반수가 부족했다. 공식적으로 활동 정치에서 은퇴한 전 대통령 케레쿠의 지지자들에 의해 형성된 당의 성공은 그가 1996년과 2001년 대통령 선거에 성공적으로 설 수 있게 해주었다.
그러나 2001년 총선에서는 부정행위와 수상쩍은 관행으로 인해 주요 야당 후보들이 결선투표를 보이콧했다. 1차 대선에 이은 4대 최고 경쟁자는 마티외 케레쿠 (현직) 45.4%, 니세포르 소글로 (전 대통령) 27.1%, 아드리앙 흥베지 (국회의장) 12.6%, 브루노 아무수 (국무장관) 8.6%였다. 당초 2001년 3월 18일로 예정됐던 2차 투표는 소글로와 흥베지 모두 부정선거 의혹을 제기하며 기권하면서 며칠간 연기됐다. 이로 인해 케레쿠는 자신의 국무장관 아무수와 "친선 경기"라고 불리는 경기에서 출마하게 되었다.
2002년 12월, 베냉은 마르크스-레닌주의 체제 이전 이래 첫 지방선거를 치렀다. 이 과정은 제12회 코토누 구의회를 제외하고 순탄하게 진행되었으며, 이는 최종적으로 누가 수도의 시장으로 선출될지를 결정하는 대회였다. 그 투표는 부정행위로 얼룩졌고, 선거관리위원회는 그 단 한 번의 선거를 반복해야 했다. 니소포레 소글로의 르네상스 뒤 베냉(RB) 정당이 새로운 투표에서 승리하여, 전 대통령이 2002년 2월 새로운 시의회에 의해 코토누 시장으로 선출될 수 있는 길을 열었다.
야이 보니 전 서아프리카 개발은행 총재는 2006년 3월 26명의 후보 중에서 대통령에 당선되었다. 유엔, 서아프리카 국가 경제 공동체(ECOWAS)를 포함한 국제 관측통들은 이번 선거가 자유롭고 공정하며 투명하다고 평가했다. 케레쿠 대통령은 임기 및 연령 제한으로 인해 1990년 헌법에 따라 출마가 금지되었다. 보니 대통령은 2006년 4월 6일 취임했다.
베냉은 2007년 3월 31일 총선에서 83석을 차지하였다. 보니 대통령과 긴밀히 연계된 정당 연합인 신흥 베냉을 위한 포스 코위(FCBE)는 국회에서 다수 의석을 차지해 대통령에게 입법 의제에 대한 상당한 영향력을 제공했다.
2011년 3월 보니 대통령은 선거 1차 투표에서 53.13%의 득표율로 재선되었다. 그의 주요 경쟁자는 광범위한 부정행위를 주장하며 그 결과를 거부했다.
2015년 10월, 베냉의 전 대통령 마티외 케레쿠가 82세의 나이로 사망하였다.
보니 대통령이 5년 임기를 두 차례나 채운 후, 사업가인 파트리스 탈롱이 그의 뒤를 이었다. 탈롱은 2016년 3월 대통령 선거에서 보니의 신흥 베냉을 위한 코리 군대(FCBE) 후보인 리오넬 진수 총리를 꺾었다.
2021년 4월, 현직 파트리스 탈롱은 선거 1차 투표에서 86%의 득표율로 재선에 성공했다. 선거법의 변화는 탈롱 대통령의 지지자들에 의해 의회를 완전히 장악하는 결과를 낳았다.
베냉 정부는 2025년 4월에 16개 왕국, 80명의 고위 족장, 10명의 전통 족장을 인정하는 법안을 채택했고, 이 법안은 2025년 3월에 채택되었다. 베냉 남부는 1894년, 북부는 1897년으로 설정된 식민지 이전 기간은 베냉의 족장 제도화 법안의 역사적 기준으로 사용되었다. 그리고 전통 영토에 대한 규칙을 규제한다.

## 같이 보기
- 아프리카의 역사